# スンツヴァル
スンツヴァル（Sundsvall スウェーデン語: [ˈsɵn(d)sˈval] ( 音声ファイル)）は、スウェーデンの古い政治的区分では北部にあたるノールランドのメーデルパッド地方の南にある町（人口59,000人）である。行政区分ではヴェステルノールランド県の南東部にあるスンツヴァル市（人口99,421人）の市庁所在地である。

## 歴史

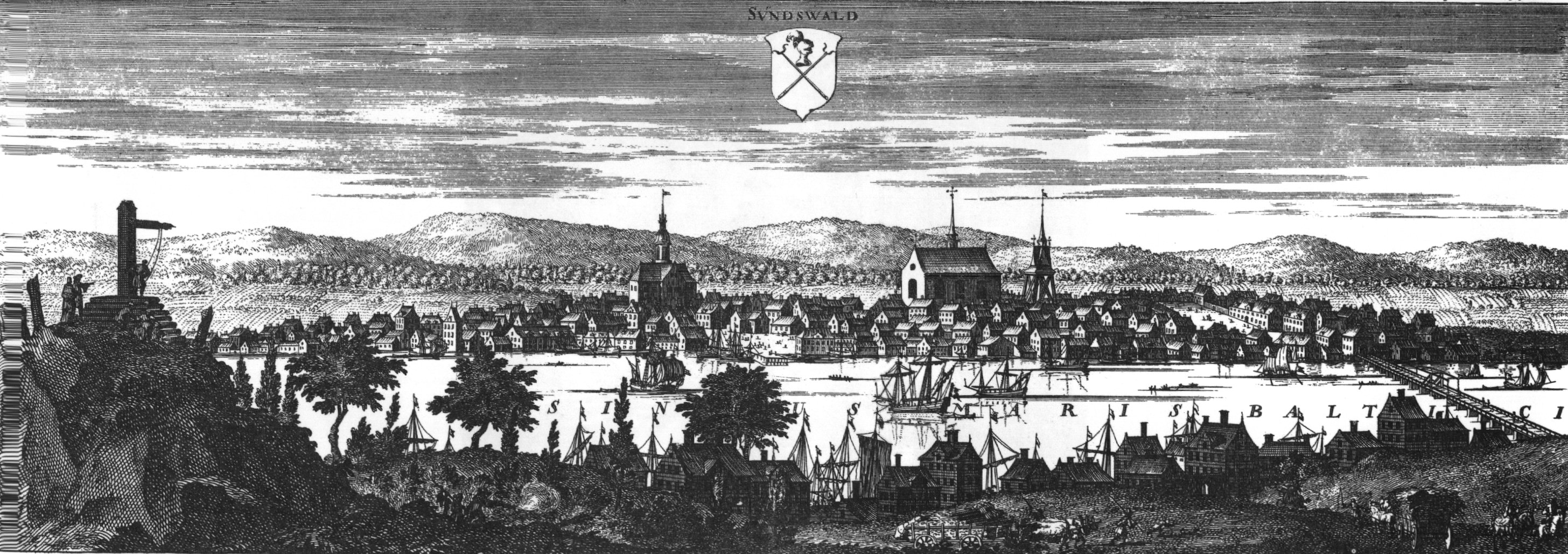
1700年頃のスンツヴァル
画集:en:Suecia Antiqua et Hodiernaより

スンツヴァルは1621年に設立された。ボスニア湾近くの港をもち、ストックホルムの北395kmに位置する。この都市は4度の焼失と再建を経験している。1度目は1721年、大北方戦争中のロシア軍によるものであり、4度目は1888年、スウェーデン史最大のものである。それは蒸気船の火花によるものと考えられている。その出火の後、スンツヴァルは石造りの町として再建された。すったもんだでスンツヴァルの中心は石造都市（en:Stenstaden）と呼ばれている。
ある歴史家によれば、スウェーデンの産業化はスンツヴァルから始まった。1849年、ツナダル製材工場（en:Tunadal sawmill）が蒸気機関ののこぎりを購入したのである。20世紀初頭、スンツヴァルの林業は現在よりも盛んであり、1879年には大規模なスンツヴァル・ストライキが発生している。スンツバル地方に産業化の遺産として残るスウェーデン社会民主労働党と社会主義賛同者の市民における割合は、スウェーデン国内でも指折りである。
今日、スンツヴァルはパルプ製紙産業やアルミニウム産業だけではなく、銀行、保険会社、電気通信管理、国家社会保険理事会の大規模な大衆資料処理場がある。中央スウェーデン大学（en:Mid Sweden University）のメインキャンパスもあったりする。

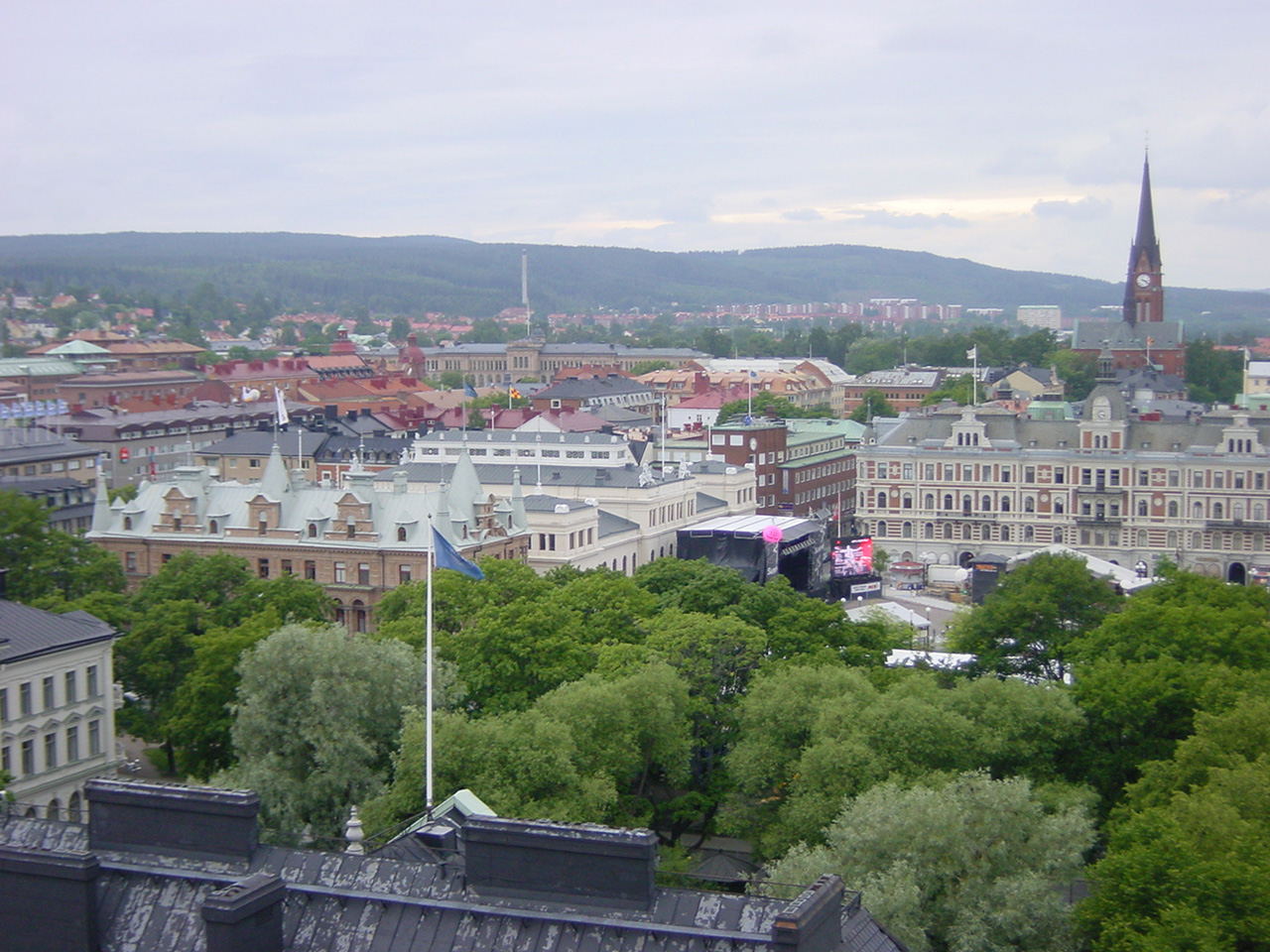
石造都市の愛称を持つスンツヴァルの景観

## 姉妹都市
- ポリ, フィンランド
- ポルスグルン, ノルウェイ
- セナーボア, デンマーク
- ボルボフ, ルッシア
- コニン, ポーランド